# Simon Osborn
Simon Edward Osborn (Croydon, 19 gennaio 1972) è un allenatore di calcio ed ex calciatore inglese, di ruolo centrocampista.

## Caratteristiche tecniche
Era un centrocampista centrale.

## Carriera

### Giocatore
Viene aggregato alla rosa del Crystal Palace, club della prima divisione inglese, a partire dalla stagione 1988-1989, facendo però il suo esordio tra i professionisti solamente nella stagione 1990-1991, in cui il club si piazza al terzo posto in classifica, suo miglior piazzamento di sempre, e nella quale Osborn gioca 4 partite in campionato ed una partita in Coppa di Lega. Nella stagione 1991-1992 totalizza invece 14 presenze e 2 reti, a cui aggiunge 31 presenze e 2 reti nella stagione successiva, conclusa con una retrocessione in seconda divisione; nella stagione 1993-1994 vince il campionato di seconda divisione, in cui gioca però solamente 6 partite. A fine stagione, dopo 72 presenze e 6 reti in competizioni ufficiali (tra cui 55 presenze e 5 reti in partite di campionato), viene ceduto per 90000 sterline al Reading, altro club di seconda divisione, che nella stagione 1994-1995 perde per 4-3 la finale play-off per la promozione in prima divisione contro il Bolton; Osborn nel corso della stagione realizza 5 reti in 32 presenze, ed a fine stagione viene ceduto per 1.1 milioni di sterline al QPR, club di prima divisione, dove segna una rete (contro il Bolton) in 9 presenze, per poi trasferirsi dopo pochi mesi a campionato iniziato al Wolverhampton, club di seconda divisione, dove conclude la stagione mettendo a segno 2 reti in 21 partite di campionato. Trascorre poi le successive 5 stagioni sempre ai Wolves, con cui gioca ininterrottamente in seconda divisione fino al gennaio del 2001, quando, dopo 183 presenze e 14 reti in competizioni ufficiali (tra cui 162 presenze ed 11 reti nella seconda divisione inglese), viene ceduto in prestito per 3 mesi al Tranmere, club di terza divisione, dove segna una rete in 9 presenze. A fine stagione, da svincolato, si accasa in terza divisione al Port Vale: dopo sole 7 presenze viene però ceduto a campionato iniziato al Gillingham, club con cui nell'arco di poco meno di 2 stagioni totalizza complessivamente 46 presenze e 5 reti in seconda divisione. Nell'estate del 2003 si accasa da svincolato al Walsall, altro club di seconda divisione, con cui nella First Division 2003-2004 gioca stabilmente da titolare realizzando 3 reti in 43 presenze, retrocedendo però in terza divisione, categoria nella quale gioca per le successive 2 stagioni, con un bilancio di 70 presenze e 2 reti. Nell'estate del 2006 lascia dopo 3 stagioni e complessive 123 presenze e 5 reti in partite ufficiali il Walsall, andando a giocare in quarta divisione (categoria in cui peraltro era appena retrocesso anche il Walsall) all'Hereford Utd; la sua permanenza con i Bulls, neopromossi nella categoria, è però molto breve. dopo una sola partita di campionato, nel settembre del 2006 va a giocare ai semiprofessionisti del Bromley, club di Isthmian League (settima divisione), dove conquista una promozione (mediante vittoria dei play-off) in Conference South (sesta divisione), categoria nella quale gioca nella stagione 2007-2008. Dal gennaio del 2008 al termine della stagione è inoltre contemporaneamente anche giocatore del club. A fine anno si accasa al Croydon Athletic, club della Division One South della Isthmian League (ottava divisione); nel febbraio del 2009 passa ai Cray Wanderers, club del medesimo campionato, con cui a fine stagione conquista una promozione in settima divisione. Dopo un temporaneo ritiro, torna a giocare nel marzo del 2010 sempre ai Cray Wanderers, con cui rimane fino a fine stagione; trascorre poi la stagione 2010-2011 (la sua ultima vera annata da calciatore) ai dilettanti dell'Erith&Belvedere, club della Southern Counties East Football League (nona divisione), di cui è contemporaneamente anche vice allenatore.

### Allenatore
Dopo l'esperienza al Bromley nella stagione 2007-2008 e quella da vice dell'Erith&Belvedere nella stagione 2010-2011, nel gennaio del 2013 viene assunto come vice dell'allenatore ad interim del Margate (in settima divisione) Craig Holloway; nell'aprile dello stesso anno viene promosso ad allenatore del club, venendo poi esonerato nel dicembre del 2013.

## Palmarès

### Giocatore

#### Competizioni nazionali
- Campionato inglese di seconda divisione: 1

Crystal Palace: 1993-1994

#### Competizioni regionali
- Kent Senior Cup: 1

Bromley: 2006-2007